# Maiolo
Maiolo ist eine italienische Gemeinde (comune) mit 799 Einwohnern (Stand 31. Dezember 2023) in der Provinz Rimini in der Emilia-Romagna. Die Gemeinde liegt etwa 28,5 Kilometer südwestlich von Rimini, gehört zur Comunità Montana Alta Valmarecchia und grenzt unmittelbar an die Provinz Pesaro und Urbino (Marken). Die westliche Gemeindegrenze bildet die Marecchia. Der Verwaltungssitz der Gemeinde befindet sich im Ortsteil Serra.

## Geschichte
Die Existenz von Ortschaften in der Gemeinde ist seit 962 bezeugt. Bis 2009 war die Gemeinde Teil der Provinz Pesaro und Urbino.

## Verkehr
Entlang der Marecchia verläuft die Strada Statale 258 Marecchia von Sansepolcro nach Rimini.